# Estació de Santa Coloma
|  | Aquest article tracta sobre l'estació actual de metro. Vegeu-ne altres significats a «estació de Santa Coloma (FBG)». |

Santa Coloma és una estació de la L1 del Metro de Barcelona situada sota el Passeig de Llorenç Serra al centre urbà de Santa Coloma de Gramenet i es va inaugurar el 1983.
| Metro de Barcelona     |               |       |       |                        |
| Procedència/Destinació | <             | Línia | >     | Procedència/Destinació |
| Hospital de Bellvitge  | Baró de Viver |       | Fondo | Fondo                  |

## Accessos
- Passeig de Llorenç Serra - Avinguda de Santa Coloma
- Plaça de la Vila